# غوردون ماكليود (لاعب كرة قدم)
غوردون ماكليود (بالإنجليزية: Gordon McLeod)‏ هو لاعب كرة قدم بريطاني في مركز الوسط، ولد في 2 سبتمبر 1967 في إدنبرة في المملكة المتحدة. لعب مع دندي يونايتد ونادي أردريونيانز ونادي دندي ونادي ليفينغستون.